# Otto Heinemann (Verbandsfunktionär)

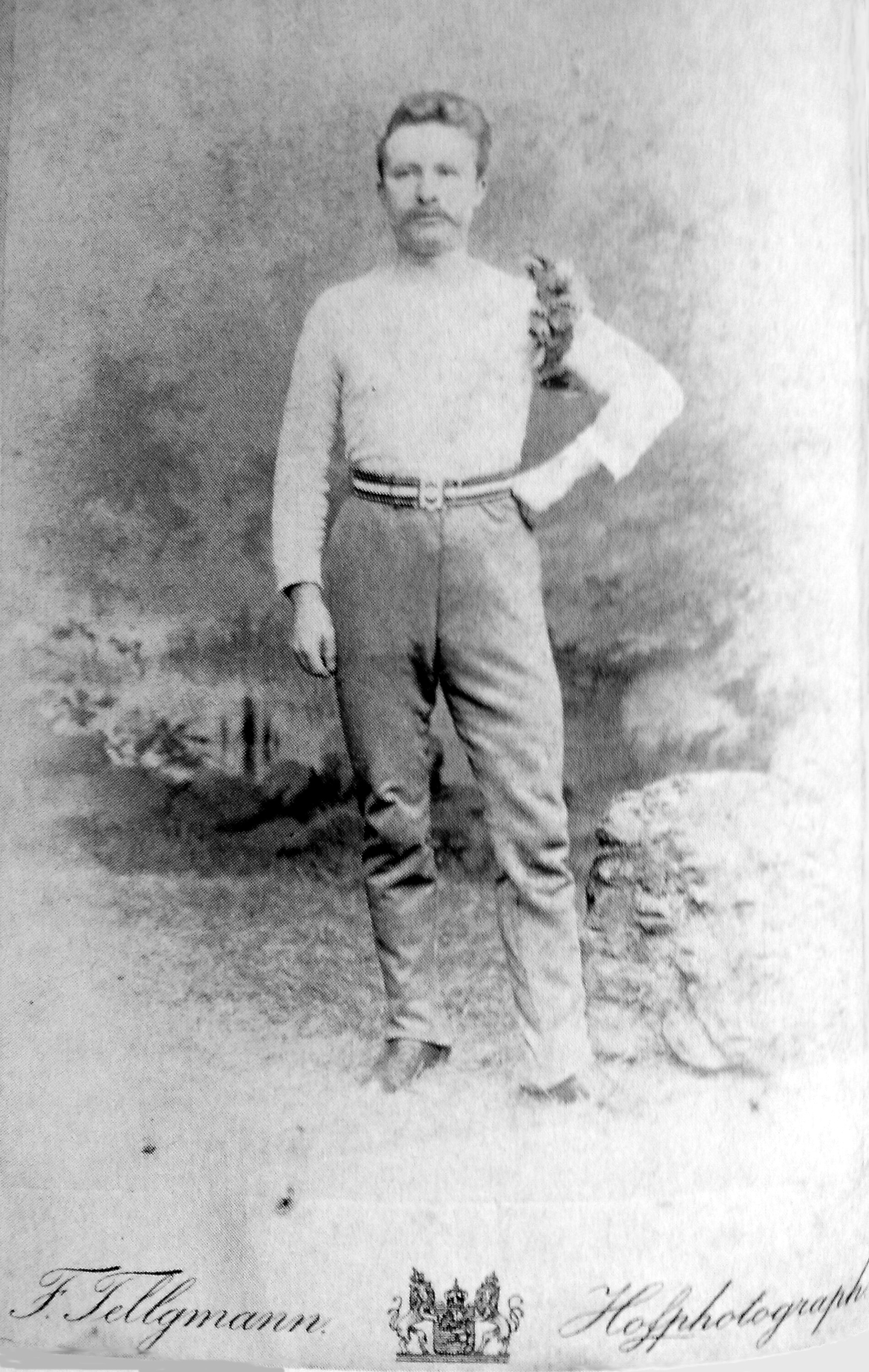
Otto Heinemann im Atelier Tellgmann in Turnerhemd und mit Lorbeerkranz am Arm (vermutlich vor seinem Wegzug aus Eschwege 1892)

Otto Heinemann (* 26. September 1864 in Eschwege; † 4. April 1944 in Schwelm) war ein deutscher Prokurist der Firma Krupp, Kommunalpolitiker in Essen und führender Funktionär des Betriebskrankenkassenwesens in der Zeit des Deutschen Kaiserreichs und der Weimarer Republik. Er war der Vater des dritten Präsidenten der Bundesrepublik Deutschland Gustav Heinemann.

## Leben
Otto Heinemann wurde geboren als Sohn von Friedrich Heinemann und dessen Frau Amalie (geb. Schilling). Der Vater war Schlachter. Otto absolvierte eine Lehre bei der Steuerkasse des Landkreises Eschwege. Von 1885 bis 1887 leistete er seinen Militärdienst als Richtkanonier beim Nassauischen Feldartillerie-Regiment Nr. 27 ab, in dem er zum Unteroffiziersanwärter aufstieg. Anschließend arbeitete er unter anderem bei der Kreissparkasse in Eschwege. Zwischen 1892 und 1900 war Heinemann Spar- und Stadtkassenkontrolleur in Schwelm. 1899 wurde als erster von drei Söhnen Otto und Johanna Heinemanns Gustav Heinemann geboren. Im Jahr 1900 trat er in die Firma Krupp ein. Dort war er zunächst Assistent und wurde 1913 Leiter des Büros für Arbeiterangelegenheiten. Seit 1923 war er als Prokurist unter anderem für die Betriebskrankenkasse der Firma zuständig.
Heinemann war politisch liberal eingestellt. Er war Mitglied des freisinnigen Bürgervereins Rüttenscheid sowie des Nationalen Vereins im Wahlkreis Essen. Seit 1904 war er Gemeinderat in Rüttenscheid. Nach der Eingemeindung war er seit 1905 Stadtverordneter in Essen. Er war seit 1904 Gründungsmitglied und nebenamtlich Geschäftsführer des Verbandes der rheinisch-westfälischen Betriebskrankenkassen. Seit 1907 war Heinemann geschäftsführendes Vorstandsmitglied des Reichsverbandes der Betriebskrankenkassen. Nach der Novemberrevolution war er Mitglied der Betriebsrätekommission des Reichsverbandes der Deutschen Industrie und der Vereinigung der Deutschen Arbeitgeberverbände.
Im Jahr 1931 schied Heinemann aus dem Dienst bei Krupp aus. Er veröffentlichte eine Autobiographie Lebenserinnerungen. In dieser wird seine Liebe zu seiner nordhessischen Heimat, insbesondere Eschwege, deutlich. Er beschreibt nicht nur seine nicht immer einfache Kindheit und Jugend, sondern auch den Ausgleich für schwere Stunden in der Gemeinschaft von Turnern im Eschweger Turn- und Sportverein von 1848 und bei Wanderungen mit Freunden in der schönen Natur des Werratals und seiner Umgebung. Für seine Verdienste wurde er mit dem Kronenorden 4. Klasse geehrt.

## Die Familie Heinemann

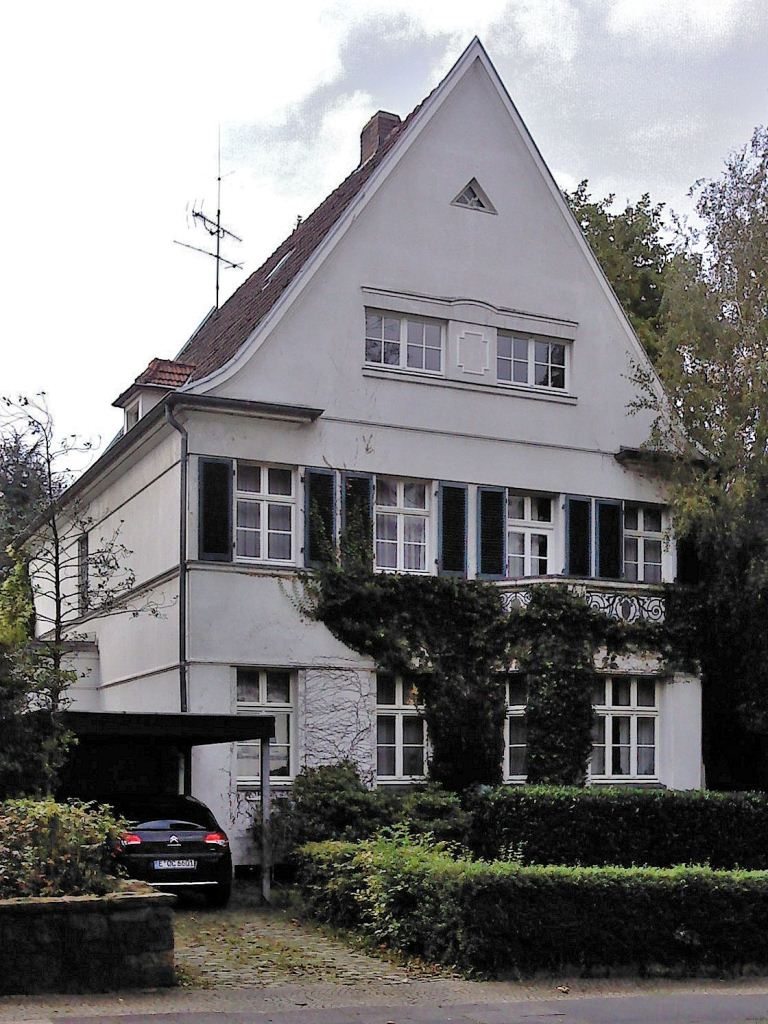
Wohnhaus der Familie Gustav Heinemann in Essen ab 1936

Die Familie Heinemann ist ein Beispiel für sozialen Aufstieg in Deutschland. Die erste Heinemann-Generation verkörpern ein armer Metzger und dessen Ehefrau im nordhessischen Eschwege, die mit Hausschlachtungen und Fleischverkauf von Haus zu Haus ihre Familie mühsam durch die Zeit brachten. Die zweite Heinemann-Generation vertritt Otto Heinemann, der sich vom Volksschüler in Eschwege bis zum Prokuristen eines großen Unternehmens emporarbeiten konnte. Die dritte Heinemann-Generation repräsentiert Gustav Heinemann, der, nun mit akademischer Bildung, Vorstandsmitglied eines großen Industrieunternehmens, namhafter Politiker und Minister und schließlich sogar Staatsoberhaupt der Bundesrepublik Deutschland wurde.
Auch spätere Generationen nahmen herausragenden Positionen im öffentlichen Leben ein: Uta Ranke-Heinemann, die älteste Tochter von Gustav Heinemann, wurde Professorin und trat als Kandidatin bei der Wahl des Bundespräsidenten an. Christina Delius, eine Enkelin Gustav Heinemanns, heiratete Johannes Rau, den damaligen Ministerpräsidenten Nordrhein-Westfalens und späteren Bundespräsidenten. Da Ranke-Heinemann und Rau bei der Wahl des deutschen Bundespräsidenten 1999 gegeneinander antraten, standen somit zwei Mitglieder der Familie Heinemann gleichzeitig zur Wahl.
Peter Heinemann, ein weiterer Enkel Otto Heinemanns, war ebenfalls politisch aktiv, unter anderem als Abgeordneter im nordrhein-westfälischen Landtag.